# آداپتیوا
آداپتیوا (انگلیسی: Adapteva) شرکت الکترونیک آمریکایی است، که در سال ۲۰۰۸ تأسیس شد.